# Nimrod (Album)
Nimrod ist das fünfte Studioalbum der US-amerikanischen Rockband Green Day, das im Oktober 1997 erschien.

## Entstehung und Veröffentlichung
Die Erstveröffentlichung von Nimrod erfolgte am 10. Oktober 1997 bei Reprise Records. Das Album erschien in seiner Originalausführung als CD (Katalognummer: WPCR-1601), MC (Katalognummer: 9 46794-4) und LP (Katalognummer: 9362-46794-1) mit 18 Titeln. In Japan erschien das Album mit dem Bonustitel Desensitized (Katalognummer: WPCR-1601). Im September 2004 erschien in Australien eine Deluxeausführung mit den Bonustiteln Suffocate, Desensitised, You Lied und Do Da Da.
Geschrieben und produziert wurden alle Lieder gemeinsam von den Green-Day-Mitgliedern Billie Joe Armstrong, Tré Cool und Mike Dirnt. Bei der Produktion bekam die Band Unterstützung durch Rob Cavallo.

## Stil
In der Bandgeschichte Green Days hat dieses Album Bedeutung als dasjenige, mit dem sich ihr Stil anfing zu verändern. Lieder wie Walking Alone oder King for a Day entfernten sich mit Blasinstrumenten, Mundharmonika u. Ä. vom Punkrock in Richtung Pop-Punk.
Auch wenn auf Nimrod der gewohnte Stil von Green Day vorhanden ist, findet man auch einige andere Musikrichtungen auf dem Album. Neben „punkigen“ Songs wie Platypus, Reject oder Nice Guys Finish Last, gibt es auch Pop-Punk Songs (Worry Rock, Redundant), aber auch Lieder, wie die Akustik-Ballade Good Riddance (Time of your Life) oder das Instrumentalstück Last Ride In und die bereits erwähnten Songs Walking Alone und King for a Day, sind auf dem Album vorhanden.

## Titelliste
1. Nice Guys Finish Last – 2:49
2. Hitchin’ a Ride – 2:49
3. The Grouch – 2:12
4. Redundant – 3:17
5. Scattered – 3:02
6. All the Time – 2:10
7. Worry Rock – 2:27
8. Platypus (I Hate You) – 2:21
9. Uptight – 3:04
10. Last Ride In – 3:47
11. Jinx – 2:12
12. Haushinka – 3:25
13. Walking Alone – 2:45
14. Reject – 2:05
15. Take Back – 1:09
16. King for a Day – 3:13
17. Good Riddance (Time of Your Life) – 2:34
18. Prosthetic Head – 3:38

Bonustitel (Japan)
1. Desensitized – 2:47

Bonustitel (Australien)
1. Suffocate – 2:58
2. Do Da Da – 1:34
3. Desensitised – 2:48
4. You Lied – 2:28

## Singleauskopplungen
Die Ballade Good Riddance (Time of Your Life) wurde zum Charthit und das dazugehörige Musikvideo, in dem Billie Joe Armstrong einsam auf seiner Gitarre spielt, zu einem der meistgesendeten des Jahres 1997. Es gewann einen MTV Video Music Award. Das Lied war in der vorletzten Folge (Die Clip-Show) der US-Sitcom Seinfeld zu hören.
| Jahr | Titel                             | Höchstplatzierung, Gesamtwochen, AuszeichnungChartplatzierungen (Jahr, Titel, , Platzierungen, Wochen, Auszeichnungen, Anmerkungen) | Höchstplatzierung, Gesamtwochen, AuszeichnungChartplatzierungen (Jahr, Titel, , Platzierungen, Wochen, Auszeichnungen, Anmerkungen) | Anmerkungen                              |
| Jahr | Titel                             | UK | Rock | Anmerkungen                              |
| ---- | --------------------------------- | --- | --- | ---------------------------------------- |
| 1997 | Hitchin’ a Ride                   | UK25 (2 Wo.)UK | Rock5 (24 Wo.)Rock | Erstveröffentlichung: 22. September 1997 |
| 1997 | Good Riddance (Time of Your Life) | UK11 ×2Doppelplatin · (6 Wo.)UK | Rock2 ×5Fünffachplatin · (26 Wo.)Rock                                                                                               | Erstveröffentlichung: 17. Oktober 1997   |
| 1998 | Redundant                         | UK27 (2 Wo.)UK | Rock16 (13 Wo.)Rock | Erstveröffentlichung: 26. Mai 1998       |
| 1999 | Nice Guys Finish Last             | — | Rock31 (6 Wo.)Rock | Erstveröffentlichung: 26. Mai 1998       |

grau schraffiert: keine Chartdaten aus diesem Jahr verfügbar

## Kommerzieller Erfolg

### Chartplatzierungen
| ChartsChartplatzierungen       | Höchstplatzierung | Wochen |
| ------------------------------ | ----------------- | ------ |
| Deutschland (GfK)              | 31 (5 Wo.)        | 5      |
| Österreich (Ö3)                | 28 (4 Wo.)        | 4      |
| Schweiz (IFPI)                 | 33 (3 Wo.)        | 3      |
| Vereinigte Staaten (Billboard) | 10 (70 Wo.)       | 70     |
| Vereinigtes Königreich (OCC)   | 11 (21 Wo.)       | 21     |

### Auszeichnungen für Musikverkäufe
| Land/Region                  | Auszeichnungen für Musikverkäufe (Land/Region, Auszeichnung, Verkäufe) | Verkäufe  |
| ---------------------------- | ---------------------------------------------------------------------- | --------- |
| Australien (ARIA)            | 3× Platin                                                              | 210.000   |
| Brasilien (PMB)              | Gold                                                                   | 50.000    |
| Japan (RIAJ)                 | Platin                                                                 | 200.000   |
| Kanada (MC)                  | 4× Platin                                                              | 400.000   |
| Neuseeland (RMNZ)            | Gold                                                                   | 7.500     |
| Spanien (Promusicae)         | Gold                                                                   | 50.000    |
| Vereinigte Staaten (RIAA)    | 2× Platin                                                              | 2.000.000 |
| Vereinigtes Königreich (BPI) | Platin                                                                 | 300.000   |
| Insgesamt                    | 3× Gold · 11× Platin ·                                                 | 3.217.500 |

Hauptartikel: Green Day/Auszeichnungen für Musikverkäufe